# القاسم بن إبراهيم القنطري
القاسم بن إبراهيم القنطري المعروف بـ السامِري عالم مسلم ومحدث من القرن الثالث الهجري، توفي في 346 هـ.

## قالوا عنه
قال عنه الذهبي: الحافظ الإمام، أبو بكر القاسم بن إبراهيم بن أحمد بن عيسى، القنطري السامري.
قال الذهبي عنه: ما علمت أن أحدا ضعفه، والكلام المذكور فيه هو عبارة ابن النجار، فلعل الضعف في تلك الروايات من غيره.

## روايته للحديث النبوي
- روى عن: الكديمي، وخلف بن عمرو العكبري، ومقدام بن داود، وأنس بن سلم، وأبي يعلى الموصلي، ومحمد بن عثمان بن أبي شيبة، وأحمد بن محمد بن هارون الخلال، وخلق [4] والغالب على حديثه المناكير والموضوعات
- روى عنه: ابن بطة، وأبو الحسن بن رزقويه، وأبو سهل محمود بن عمرو العكبري، وآخرون.